# Bisfenol A
Bisfenol A (kratica BPA) je organska spojina z dvema fenolno funkcionalnima skupinama, se uporablja za izdelavo polikarbonatne plastike in epoksi smole skupaj z drugimi komponentami.
Bisfenol A se uporablja predvsem za pridobitev plastike. Plastika je večinoma prozorna, elastična in je ni možno razbiti. Vsebujejo ga naslednji izdelki: steklenice za vodo, otroške stekleničke, športna oprema, zobne plombe, leče, CD-ji, DVD-ji. Bisfenol A je mogoče najti tudi v plastenkah hrane in pijače.

## Farmakokinetika
Ni dogovora med znanstveniki kakšen je vpliv na ljudi. Učinki BPA na organizem so odvisni od tega, koliko prostega BPA je na voljo in kako dolgo so mu celice izpostavljene. Glukuronidacija v jetrih, s konjugacijo z glukuronsko kislino tvori metabolit BPA glukuronid (BPAG), zmanjšuje količino prostega BPA, vsekakor pa se lahko BPAG..... z beta-glukuronidazijo, encim, ki je prisoten v visokih koncentracijah v posteljici in drugih tkivih. Prosti BPA lahko inaktivirajo sulfate, proces, ki ga je mogoče tudi spremeniti.
O najboljših preskusnih metodah za preučevanje učinkov BPA trenutno razpravljajo znanstveniki, ki imajo različna mnjenja o tem.
Leta 2010 je pregled 80 biomonitoring študij navedlo, da je splošna populacija notranje izpostavljena prevelikim količinam nekonjugiranega BPA (v ng-mn, razpon krvi). Z uporabo GC/MS na 20 vzorcih, je bila BPA odkrita pri 100% vzorcih urina s srednjo vrednostjo1,25 ng.ml, in 10% vzorcev krvi (LOD 0,5 ng/mn).
Leta 2009 pa so raziskave pokazale, da nekatera zdravila, kot so naproksen, salicilna kislina, karbamazepin in mefenamic kisline lahko znatno zavirajo BPA glukuronidacijo.
Leta 2010 so na študijah podganjih zarodkov ugotovili, da Genistein lahko poveča razvojne toksičnosti BPA.

## Tveganje za okolje
Na splošno so študije pokazale, da lahko BPA vpliva na rast, razmnoževanje in razvoj na področju vodnih organizmov. Med sladkovodnimi organizmi se zdi, da so ribe najbolj občitljive vrste. Dokazi o endokrilnih učinkih v povezavi z ribami, vodnimi vretenčarji, dvoživkami, plazilci so pokazali, da je okoljska izpostavljenost nižja od tiste, ki je potrebna za akutno strupenost. Prevladujejo razlike v povezanih endokrinih učinkih, vendar jih mnogi uvrščajo v območje od 1qg/L do 1 mg/L.
BPA lahko onesnažuje okolje, bodisi neposredno ali preko slabših proizvodov, ki vsebujejo BPA, kot npr. ocean, ki prenaša plastične smeti.

## Ugotovitve o nevarnih lastnostih
Bisfenol povzroča motnje endokirnega sistema, saj posnema hormone v telesu in lahko negativno vpliva na zdravje. Posledica nezaželenih vplivov je največja na najmlajših osebah. Nadzorni organi so ugotovili "varno višino" izpostavljenoti ljudi Bisfenolu A, vendar so to izpodbijali različni strokovnjaki.
Komisija Državnega inštituta za zdravje je ugotovila,da obstajajo določena tveganja glede razvoja možganov ploda in dojenčkov.
Leta 2008 so ugotovili, da so ljudje izpostavljeni Bisfenolu A nagnjeni k debelosti.

## Nadzor nad izpostavljenostjo/varnost in zdravje pri delu
Predloga:Rquote
Za Bisfenol A je znano, da prehaja iz plastične embalaže v kateri so shranjena živila in v manjši meri tudi iz polikarbonatne plastike, še posebej takrat kadar embalažo peremo z agresivnimi detergenti. Enako velja tudi za embalažo v kateri hranimo kisline ali tekočine pri visokih temperaturah. Zadnje študije Health Canada kažejo na to, da je v večini vzorcev brezalkoholnih pijač v pločevinkah, ki so jih testirali moč zaznati nizke, vendar merljive vrednosti Bisfenola A. Takšno izpostavljenost v pločevinkah gre pripisati dejstvu, da je notranja plast pločevink prevlečena s plastjo, ki preprečuje neposreden stik hrane in kovine. Čeprav večino Bisfenola A zaužijemo, lahko v telo pride tudi z vdihavanjem ali s prehajanjem skozi kožo.
Prost BPA lahko v visokih koncentracijah najdemo v termičnem in brezogljičnem papirju pri katerih je večja verjetnost izpostavljenosti kot pri BPA, ki je vezan v smolah ali plastiki. Termični papir se množično uporablja pri letalskih vozovnicah, vstopnicah za različne prireditve in pri vseh vrstah računov, ki jih dobimo na blagajnah. Čeprav je pri tem majhna možnost absorbcije BPA skozi kožo, pa na koži BPA ostane in ga lahko kasneje zaužijemo.
Študije CDC so odkrile bisfenol A v urinu 95% odraslih, ki so jih pregledali v letih 1988−1994 in pri 93% otrok in odraslih v letih 2003-2004. Dojenčki, ki jih hranijo z umetno tekočo hrano, so med najbolj izpostavljenimi. Tisti, ki jih hranijo s polikarbonatno stekleničko, lahko zaužijejo tudi do 13 mikrogramov bisfenola A na kg telesne teže na dan (μg/kg/dan; glej spodnjo tabelo). Najbolj občutljive študije na živalih kažejo učinke bisfenola A že pri precej nižjih dozah, medtem ko EPA meni, da je koncentracija do 50 µg/kg/dan še vedno varna. V letu 2009 je raziskava pokazala, da pitje iz polikarbonatnih plastenk povzroča povečano koncentracijo Bisfenola A v urinu za dve tretjini, iz 1.2 mikrograma/gram kreatinina na 2 mikrograma/gram kreatinina.
11 od 13 papirjev za tiskanje je vsebovalo 8 - 17 g/kg Bisfenola A (BPA). Pri kontaktu suhih prstov z računom natisnjenim na termičnem papirju je prešlo na palec in sredinec približno 1 μg BPA (0.2 – 6 μg). Pri mokrih prstih pa je ta vrednost 10 krat višja. BPA je bilo moč zaznati na prstih še 2 uri po kontaktu s papirjem.
Društva za zaščito potrošnikov priporočajo tistim, ki želijo zmanjšati svojo izpostavljenost Bisfenolu A, naj se izogibajo uporabi hrane iz pločevink in embalaže iz polikarbonatne plastike (koda za prepoznavo plastike številka 7), National Toxicology Panel pa odsvetuje pripravo hrane shranjene v plastični embalaži v mikrovalovnih pečicah. Prav tako odsvetuje pomivanje plastike v pomivalnem stroju, uporabo agresivnih čistil, saj lahko tako preprečimo izpiranje Bisfenola A.
Leta 2009 je manjša raziskava v ZDA, ki jo je financirala EWG, zaznala povprečno 2.8 ng/mL BPA v popkovni krvi 9 od 10 dojenčkov.
V ZDA in Kanadi so BPA našli v tekoči hrani za dojenčke v koncentracijah od 0.48 do 11 ng/g. Pri hrani v prahu je BPA precej manj prisoten (samo 1 od 14 vzorcev).
V ZDA je uporaba pijač, šolskih malic in obrokov, ki niso pripravljeni doma, statistično zelo povezana z višjo prisotnostjo BPA v urinu.
v letu 2010 je raziskava med prebivalci v Avstriji, Švici in Nemčiji pokazala, da ima polikarbonatna (PC) otroška steklenička najbolj pomembno vlogo pri izpostavljanju dojenčkov in najstnikov.
BPA se tudi uporablja pri prevlekah z epoksi smolo s katero so zaščitene armature za pitno vodo. Pri starejših zgradbah so prevlečene zato, da se zmanjša vpliv zaradi uporabe vroče in mrzle vode in se na ta način izognejo zamenjavi armatur.
| Populacija                         | Povprečni vnos bisfenola A, μg/kg/dan. Tabela je pripravljena iz poročila programa National Toxicology Expert. |
| ---------------------------------- | --- |
| Dojenčki (0–6 mesecev) steklenička | 1–11 |
| Dojenčki (0–6 mesecev) dojenje     | 0.2–1 |
| Dojenčki (6–12 mesecev)            | 1.65–13 |
| Otroci (1.5–6 let)                 | 0.043–14.7 |
| Odrasli                            | 0.008–1.5 |

### Tveganje za okolje
Na splošno so študije pokazale, da lahko BPA vpliva na rast, razmnoževanje in razvoj na področju vodnih organizmov. Med sladkovodnimi organizmi se zdi, da so najbolj občutljive vrste ribe. Dokazi o endokrinih učinkih na ribah, vodnih vretenčarjih, dvoživk in plazilcev so pokazali na nižjo okoljsko izpostavljenost, kot je potrebna za akutno zastrupljenost. Prevladujejo razlike v vrednosti za endokrine povezane učinke, vendar pa se mnogi uvrščeni v območju od 1 ug/L do 1 mg/L.
BPA lahko onesnažuje okolje, bodisi neposredno ali preko poslabšanja proizvodov, ki vsebujejo BPA, npr. kot ocean, kjer se prenašajo plastične smeti.
Kot okoljsko onesneževanje je moteče, da ta spojina veže dušik v koreninah stročnic rastlin v povezavi z bakterijo..... Kljub temu, da je razpolovna doba od 1-10 dni zaradi svoje razširjenosti onesnažuje okolje. Oddelek za okolje v Kanadi je ugotovil, da začetna ocena pokaže, da tudi na nizki ravni Bisfenol škoduje ribam in organizmom v daljšem časovnem obdobju. Študije so pokazale, da je Bisfenol tudi že v komunalnih vodah.
Leta 2009 je pregled bioloških vplivov na prosto živeče živali, ki jih je objavila Kraljeva družba s poudarkom na vodnih in kopenskih mehkužcih, rakih, žuželkah, ribah in dvoživkah, ugotovila vpliv BPA na razmnoževanje vseh zajetih skupin živali, v smislu, da povzroči genetske aberacije.
Leta 2010 pa je velika študija dveh rek v Kanadi ugotovila, da so območja onesnažena s hormonom podobno kemikalijo, ki vključuje Bisfenol A.

## Nadomestne snovi
Industrija se je na kritiko BPA odzvala s spodbujanjem "BPA free" izdelkov, ki so narejeni iz plastike, ki vsebuje sestavino, imenovano bisfenol S (SBT). BPS, ki deli podobno strukturo in vsestranskost z BPA, se zdaj uporabljajo za vse, od denarja do termičnega papirja. Razširjena izpostavljenost ljudi z BPS je bila potrjena z analizo vzorcev urina 2012, sprejeta v ZDA, na Japonskem, Kitajskem in petih drugih azijskih državah.
Nedavne raziskave kažejo, da so lahko kemikalije ki povzročajo endokrine motnje, veliko bolj pogoste v mnogih ali večini plastike, kot so verjeli do takrat. Leta 2011 raziskovalci preučevali 455 skupnih izdelkov iz plastičnih mas in ugotovili, da je 70% pozitivnih na estrogenske aktivnosti. Po tem, ko so proizvode sprali ali jih izpostavili mikrovalovom je delež narasel na 95%. Študija je ugotovila:
. "Skoraj vsi komercialno dostopni izdelki iz plastičnih mas, ki smo jih vzorčili neodvisno od vrste smole, izdelka ali vira, izločajo kemikalije, ki imajo zanesljivo-zaznavno EA [endokrine dejavnosti], vključno s tistimi, ki se oglašujejo kot BPA-free. V Nekaterih primer so imeli celo več EA kot izdelki z BPA.
Leta 2011 je študija je pokazala, da so ljudje izpostavljeni visoki stopnji BPS iz termopapirja, ki se uporablja v registrskih blagajnah in mnoge druge izdelke, ki povzročajo pomisleke glede zdravstvenih učinkov BPA. Raziskovalci so ugotovili, BPS v vsem prejetem termopairju iz blagajn, 87 odstotkov vzorcev papirja bankovcev in 52 odstotkov recikliranega papirja. Študija je pokazala, da ljudje lahko absorbirajo 19-krat več BPS skozi svojo kožo od količine BPA ki so jih absorbirali, ko je bila v večjem obsegu BPA.
Glede na študijo, 2013, ima BPS podobne težave kot BPA v tem, da je bilo ugotovljeno, da vpliva hormon estrogen tudi pri izjemno nizkih ravneh izpostavljenosti.